# Эмори, Логан
Ло́ган Э́мори (англ. Logan Emory; 10 января 1988, Бойсе, Айдахо, США) — американский футболист, защитник.

## Карьера
В 2006—2009 годах Эмори обучался в Портлендском университете по специальности «Общие предметы» и играл за университетскую футбольную команду «Портленд Пайлотс» в Национальной ассоциации студенческого спорта.
В студенческие годы также выступал в Премьер-лиге развития ЮСЛ: в 2008 году — за клуб «Спокан Спайдерс», в 2009 году — за клуб «Портленд Тимберс U23s».
В марте 2010 года Эмори подписал контракт с клубом «Пуэрто-Рико Айлендерс» из Второго профессионального дивизиона Федерации футбола США. Его профессиональный дебют состоялся 16 апреля 2010 года в матче Карибского клубного чемпионата против гаитянского «Расинга». В лиге он дебютировал 21 апреля 2010 года в матче против «Эн-эс-си Миннесота Старз».
13 марта 2012 года Эмори подписал контракт с клубом MLS «Торонто». Дебютировал за «Торонто» 17 марта 2012 года в матче против «Сиэтл Саундерс». 27 июня 2013 года «Торонто» поместил Эмори в список отказов.
13 сентября 2013 года Эмори присоединился к клубу Североамериканской футбольной лиги «Сан-Антонио Скорпионс» на оставшуюся часть сезона 2013. На следующий день в матче против «Атланты Силвербэкс» дебютировал за «Скорпионс».
В 2014 году Эмори выступал за клуб USL Pro «Лос-Анджелес Гэлакси II».

## Тренерская карьера
Летом 2016 года Эмори вернулся в свою альма-матер — Портлендский университет, войдя в штаб мужской футбольной команды в качестве ассистента главного тренера.
В январе 2018 года Эмори был назначен главным тренером любительского клуба «Ванкувер Виктори».
В марте 2019 года Эмори в Портлендском университете перешёл на должность ассистента главного тренера женской футбольной команды.

## Достижения
Командные
 «Пуэрто-Рико Айлендерс»
- Чемпион Второго профессионального дивизиона Федерации футбола США[англ.]: 2010
- Победитель Карибского клубного чемпионата: 2010, 2011

 «Торонто»
- Победитель Первенства Канады: 2012